# امید طبیب‌زاده
امید طبیب‌زادهٔ قمصری (زادهٔ ۲۹ اردیبهشت ۱۳۴۰) زبان‌شناس و مترجم ایرانی، استاد زبان‌شناسی پژوهشگاه علوم انسانی و مطالعات فرهنگی و عضو پیوستهٔ فرهنگستان زبان و ادب فارسی است. او تا سال ۱۳۹۵ عضو هیئت علمی دانشگاه بوعلی سینا بود. فعالیت‌های پژوهشیِ طبیب‌زاده عمدتاً در زمینهٔ وزن شعر فارسی و دستور زبان فارسی است و آثارش از جمله آثارِ منتخب در جشنوارهٔ نقد کتاب، کتاب سال ایران و جشنواره فارابی بوده‌است. او همچنین برخی از اشعار ویلیام شکسپیر را به فارسی ترجمه کرده‌است. طبیب‌زاده سردبیرِ نشریهٔ زبان و زبان‌شناسی است.

## زندگی و تحصیلات

از راست: محمد راسخ مهند، مهرداد نغزگوی کهن، علاءالدین طباطبایی، امید طبیب‌زاده و محرم اسلامی در ششمین کنفرانس زبان‌شناسی، دانشگاه علامه طباطبایی، آذر ۱۳۸۳

امید طبیب‌زاده در ۲۹ اردیبهشت ۱۳۴۰ در تهران به دنیا آمد. او در سال ۱۳۶۶ دورهٔ کارشناسی زبان و ادبیات انگلیسی را در دانشگاه شهید باهنر کرمان به پایان برد. در این دوره از استادانی مثل بهزاد قادری و محمد مختاری اردکانی تأثیر پذیرفت و همین مسئله باعث شد به آثار ویلیام شکسپیر و ترجمهٔ اشعار او علاقه‌مند شود.
طبیب‌زاده دورهٔ کارشناسی ارشد (۱۳۷۳) و دکتری (۱۳۷۸) را در رشتهٔ زبان‌شناسی در دانشگاه تهران گذراند.
او با دریافت بورس دآآد (۱۹۹۷ تا ۲۰۰۱) به آلمان رفت و زیر نظر فرانتس گونتنر مقدمات دستور وابستگی را آموخت. همچنین سال‌های متمادی از درس و بحث ابوالحسن نجفی بهره برد.
طبیب‌زاده از سال ۱۳۷۰ تا ۱۳۷۷ به معرفی کتاب‌های تازه در مجلهٔ نشر دانش می‌پرداخت و از سال ۱۳۷۶ تا ۱۳۸۰ به‌عنوان ویراستار در مرکز نشر دانشگاهی مشغول به کار بود.
او از سال ۱۳۸۰ تا ۱۳۹۵، عضو هیئت علمی دانشگاه بوعلی سینا بود و مدتی سردبیری مجلات پژوهش‌های ایران‌شناختی (به زبان آلمانی، ۱۳۸۳–۱۳۸۸) و پژوهش‌های زبان‌شناسی تطبیقی (۱۳۹۰–۱۳۹۵) را برعهده داشت.
طبیب‌زاده از سال ۲۰۰۹ تا ۲۰۱۰ با دریافت بورس فون هومبولت به تدریس در گروه ایران‌شناسی دانشگاه گوتینگن پرداخت. او اکنون با درجهٔ استادی در پژوهشگاه علوم انسانی و مطالعات فرهنگی تدریس می‌کند و سردبیری نشریهٔ زبان و زبان‌شناسی را بر عهده دارد.
طبیب‌زاده در اسفند ۱۴۰۲ به‌عنوان عضو پیوستهٔ فرهنگستان زبان و ادب فارسی معرفی شد.

## فعالیت‌های علمی و ادبی

### وزن شعر

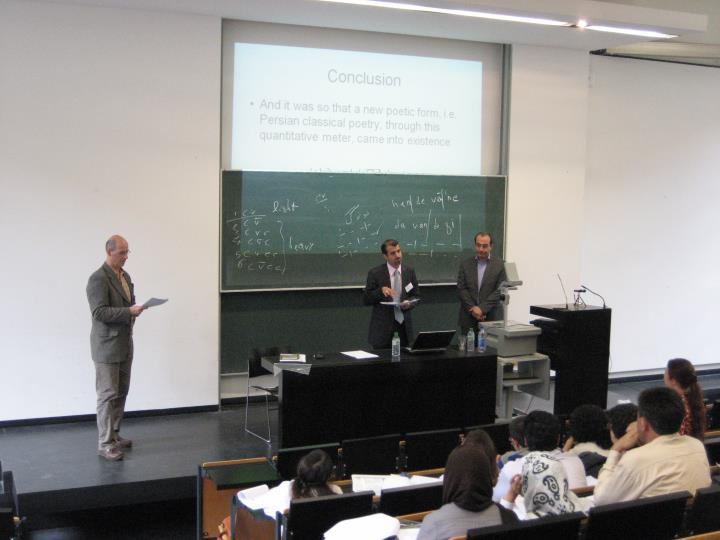
ایستاده از راست: امید طبیب‌زاده، حسن رضایی باغ‌بیدی و لودویگ پاول، هامبورگ، تابستان ۱۳۹۰

طبیب‌زاده در رسالهٔ دکتری خود در دانشگاه تهران، به‌راهنمایی یدالله ثمره، ساختارِ وزن شعر عامیانهٔ فارسی را مورد بررسی قرار داد. این اثر که مدتی بعد به‌صورت کتاب منتشر شد (انتشارات نیلوفر، ۱۳۸۲)، از معدود پژوهش‌های مفصل دربارهٔ نظام تشکیل‌دهندهٔ وزن اشعار و ترانه‌های عامیانهٔ فارسی به‌شمار می‌رود.
ابوالحسن نجفی، علی‌اشرف صادقی و ضیاء موحد این اثر را نقد کرده‌اند.
طبیب‌زاده در آثار دیگر خود به بررسی شعر عروضی فارسی نیز پرداخته‌است.
از جمله این آثار می‌توان به مقالات دربارهٔ وزن نیمه‌عروضی، وزن شعر پارتی، قرائت صحیح شعر عروضی، شرح و نقد وزن در پریای شاملو، وزنِ آهوی کوهی، وزنِ شعرِ ری‌را، وزن اشعارِ تولدی دیگر، وزن و قافیهٔ کلامات یارسان، ویژگی‌های وزنی ترانه‌ها و تصنیف‌های فارسی، اشتراکات وزنی در اشعار زبان‌های ایرانی غربی، وزن فهلویات، وزن اشعار شهرضایی، کاربرد نظریهٔ تکرار در بررسی وزن عروضی فارسی، بررسی تطبیقی وزن‌های کمّی و تکیه‌ای هجایی در فارسی و گیلکی، و وزن شعر کودکانه اشاره کرد. او همچنین در این زمینه به نقد و معرفی کتاب‌های زیر پرداخته‌است: اشعار عامیانهٔ ایران در عصر قاجار اثر والنتین ژوکوفسکی، ریتم کودکانه در ایران اثر ساسان فاطمی، شعر فارسی در بخارا در قرن چهارم هجری اثر یوگنی برتلس، فرهنگ اوزان شعر فارسی اثر تقی وحیدیان کامیار و نظریهٔ وزنی تکیه اثر بروس هیز.

### دستور زبان فارسی

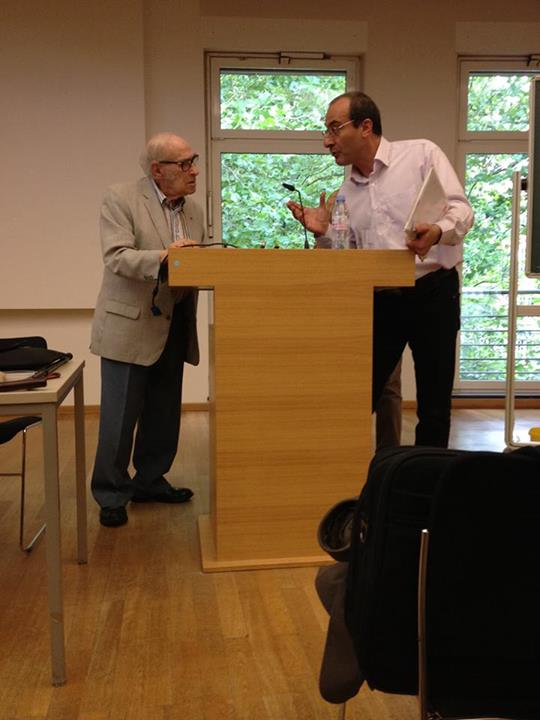
امید طبیب‌زاده و ژیلبر لازار، هامبورگ، تابستان ۱۳۹۲

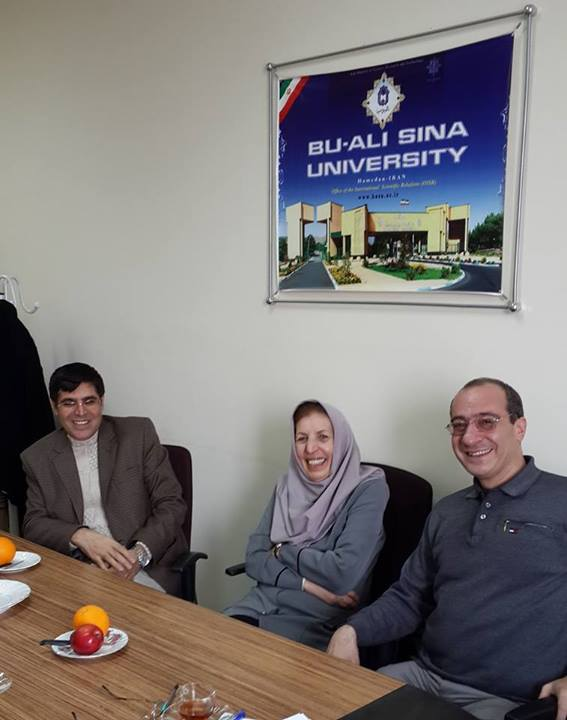
از راست: امید طبیب‌زاده، ژاله آموزگار و علی محمدی

بسیاری از پژوهش‌های طبیب‌زاده به توصیف نحو زبان فارسی در چارچوب دستور وابستگی بر پایهٔ روابط هسته و وابسته‌ها اختصاص دارد. او در مقالات گوناگون به ساخت‌های اسنادی و سببی، ظرفیت اسم، ظرفیت صفت، وابسته‌های فعل، بندهای متممی، مفعول نشانه‌اضافه‌ای، انواع مضاف‌الیه، تمیز، تناوب‌های آغازی/سببی و تناوب‌های گذرایی، تناوب‌های دوسویه، فعل مرکب، عبارت‌های فعلی ضمیردار و نقش‌های فعل «شدن» در زبان فارسی پرداخته‌است.
نتیجهٔ برخی از این پژوهش‌ها به‌صورت منسجم ابتدا در سال ۱۳۸۵ تحت‌عنوان ظرفیت فعل (نشر مرکز، ۱۳۸۵) و سپس در کتابی مفصل‌تر با عنوان دستور زبان فارسی (نشر مرکز، ۱۳۹۱) منتشر شد. چند مقاله در نقد و بررسی این دو کتاب منتشر شده‌است.

### فرهنگ‌نویسی
برخی از آثار طبیب‌زاده به شیوه‌های آوانگاری در فرهنگ‌های فارسی، رابطهٔ فرهنگ‌نگاری و دستورنویسی، طبقه‌بندی و ضبط افعال اصطلاحی، ثبتِ صورت‬‌‫های‬ ‫شکسته و شیوهٔ نمایش بندهای متممی در فرهنگ‌ها مربوط می‌شود.
او همچنین چند کتاب را در این زمینه نقد کرده‌است از جمله فرهنگ‌نویسی برای زبان فارسی اثر یوری آرونوویچ روبینچیک، فرهنگ آوایی فارسی اثر گیتی دیهیم، فرهنگ توصیفی دستور زبان فارسی اثر علاءالدین طباطبایی، و فرهنگ فارسی گفتاری اثر بهروز صفرزاده.

### فارسی معیار
طبیب‌زاده در برخی مقالات و سخنرانی‌های خود به اصلاح و معیارسازی خط فارسی، نوشتارِ معیار زبان فارسی و نقشِ ویرایش در معیارسازی پرداخته‌است.
او معتقد است کتاب‌های راهنمای ویرایش مثل غلط ننویسیم نه دستور زبان هستند، نه هدف آنها توصیف زبان فارسی است، بلکه به تجویزِ معیارنگاریِ فارسی می‌پردازند؛ بنابراین، در برابر دیدگاهِ صاحبنظرانی مثل محمدرضا باطنی و حسین سامعی که معتقدند نیازی به رجوع به کتاب‌های راهنمای نگارش وجود ندارد، طبیب‌زاده تأکید دارد که نویسندگان و ویراستاران باید بر دستورها و قواعد تجویزیِ حاکم بر زبانِ نوشتارِ معیار تسلط داشته باشند.

### فارسی شکسته
طبیب‌زاده در دو کتاب خود به بررسی جنبه‌های گوناگون فارسی شکسته پرداخته‌است. او در کتاب مبانی و دستور خط فارسی شکسته (پژوهشگاه علوم انسانی، ۱۳۹۸) تلاش می‌کند بر پایهٔ آثار برجسته یا پرفروشِ داستانی و نمایشی فارسی در دوره‌ای صدساله (۱۲۹۸ تا ۱۳۹۷)، رسم‌الخطی برای فارسی شکسته ارائه دهد.
کتاب فارسی شکسته: دستور خط و فرهنگ املایی (کتاب بهار، ۱۳۹۸) که چکیدهٔ کتاب قبلی است، به‌عنوان کتاب مرجع کاربرد دارد و ضمن ارائهٔ دستور خط و فرهنگ املایی برای فارسی شکسته، به تاریخچهٔ شکل‌گیری خط شکسته فارسی، انتقادات برخی پژوهشگران به شکسته‌نویسی، تحقیقات قبلی در این مورد و مبانی واج‌شناختی تغییرات سبکی در دو گونه رسمی و گفتاری می‌پردازد.

### ترجمهٔ اشعار شکسپیر
طبیب‌زاده برای اولین بار مجموعهٔ کامل غزلواره‌های شکسپیر را به فارسی ترجمه کرده‌است. این ترجمه که شامل مقدمه‌ای مفصل و شرح غزلواره‌هاست، از سوی علاءالدین طباطبایی، مهری بهفر
و مصطفی حسینی
مورد نقد قرار گرفته‌است.
طبیب‌زاده در اثری دیگر به ترجمه و شرح دو شعر ققنوس و قمری و شکایت عاشق پرداخته‌است.

## افتخارات
طبیب‌زاده برای نگارش نقدی بر کتابِ واج‌شناسی: نظریه بهینگی اثر محمود بی‌جن‌خان در چهارمین دورهٔ جشنوارهٔ نقد کتاب و برای نقدِ کتابِ ساختمان واژه و مقولهٔ دستوری اثر علاءالدین طباطبایی در هشتمین دورهٔ این جشنواره به‌عنوان برگزیده معرفی شد.
کتاب دستور زبان فارسی از آثار منتخبِ کتاب فصل ایران، کتاب سال ایران و جشنواره فارابی بوده‌است.
کتاب طبقه‌بندی وزن‌های شعر فارسی هم در سی و هفتمین دورهٔ کتاب سال ایران، شایسته تقدیر شناخته شد و طبیب‌زاده جایزهٔ خود را به نهاد برگزاری جایزهٔ ابوالحسن نجفی اهدا کرد.
کتاب ظرفیت فعل از نامزدهای بیست‌وپنجمین دورهٔ کتاب سال بود.
طبیب‌زاده در آیین ملی بزرگداشتِ اهالی ویرایش که در آبان ۱۳۹۹ از سوی خانه کتاب و ادبیات ایران برگزار شد، از جمله تقدیرشدگان با عنوان «پدیدآوران دانشور» بود.
همچنین کتاب وزن شعر عروضی فارسی در چهل و یکمین دورهٔ کتاب سال، شایستهٔ تقدیر شناخته شد.

### جایزه‌ها و نامزدی‌ها
| اثر                             | سال  | جایزه            | نتیجه        |
| ------------------------------- | ---- | ---------------- | ------------ |
| «واج‌شناسی، نظریه بهینگی»        | ۱۳۸۶ | جشنواره نقد کتاب | برگزیده      |
| ظرفیت فعل                       | ۱۳۸۶ | کتاب سال ایران   | نامزدشده     |
| «واژگانی برای زبان فارسی»       | ۱۳۹۰ | جشنواره نقد کتاب | برگزیده      |
| دستور زبان فارسی                | ۱۳۹۱ | کتاب فصل ایران   | شایستهٔ تقدیر |
| دستور زبان فارسی                | ۱۳۹۲ | کتاب سال ایران   | شایستهٔ تقدیر |
| دستور زبان فارسی                | ۱۳۹۳ | جشنواره فارابی   | برگزیده      |
| «نقدی بر فرهنگ اوزان شعر فارسی» | ۱۳۹۳ | جشنواره نقد کتاب | نامزدشده     |
| طبقه‌بندی وزن‌های شعر فارسی       | ۱۳۹۹ | کتاب سال ایران   | شایستهٔ تقدیر |
| وزن شعر عروضی فارسی             | ۱۴۰۲ | کتاب سال ایران   | شایستهٔ تقدیر |

## گزیدهٔ آثار
- تحلیل وزن شعر عامیانه فارسی، تهران: نیلوفر، ۱۳۸۲
- نگاهی به شعر نیما یوشیج: بحثی در چگونگی پیدایش نظام‌های شعری، تهران: نیلوفر، ۱۳۸۷
- دستور زبان فارسی: براساس نظریهٔ گروه‌های خودگردان در دستور وابستگی، تهران: نشر مرکز، ۱۳۹۱
- مبانی و دستور خط فارسی شکسته، تهران: پژوهشگاه علوم انسانی، ۱۳۹۸
- غزلواره‌ها، ویلیام شکسپیر، امید طبیب‌زاده (مترجم)، تهران: نیلوفر، ۱۳۹۶
- ققنوس و قمری و شکایت عاشق، ویلیام شکسپیر، امید طبیب‌زاده (مترجم)، تهران: چشمه، ۱۳۹۹
- وزن شعر عروضی فارسی: تحلیل و طبقه‌بندی براساس تقطیع اتانینی و نظریۀ واج‌شناسی نوایی، تهران: کتاب بهار، ۱۴۰۱
- جشن‌نامهٔ ابوالحسن نجفی، امید طبیب‌زاده (به‌اهتمام)، تهران: نیلوفر، ۱۳۹۰